# Amir Gudarzi

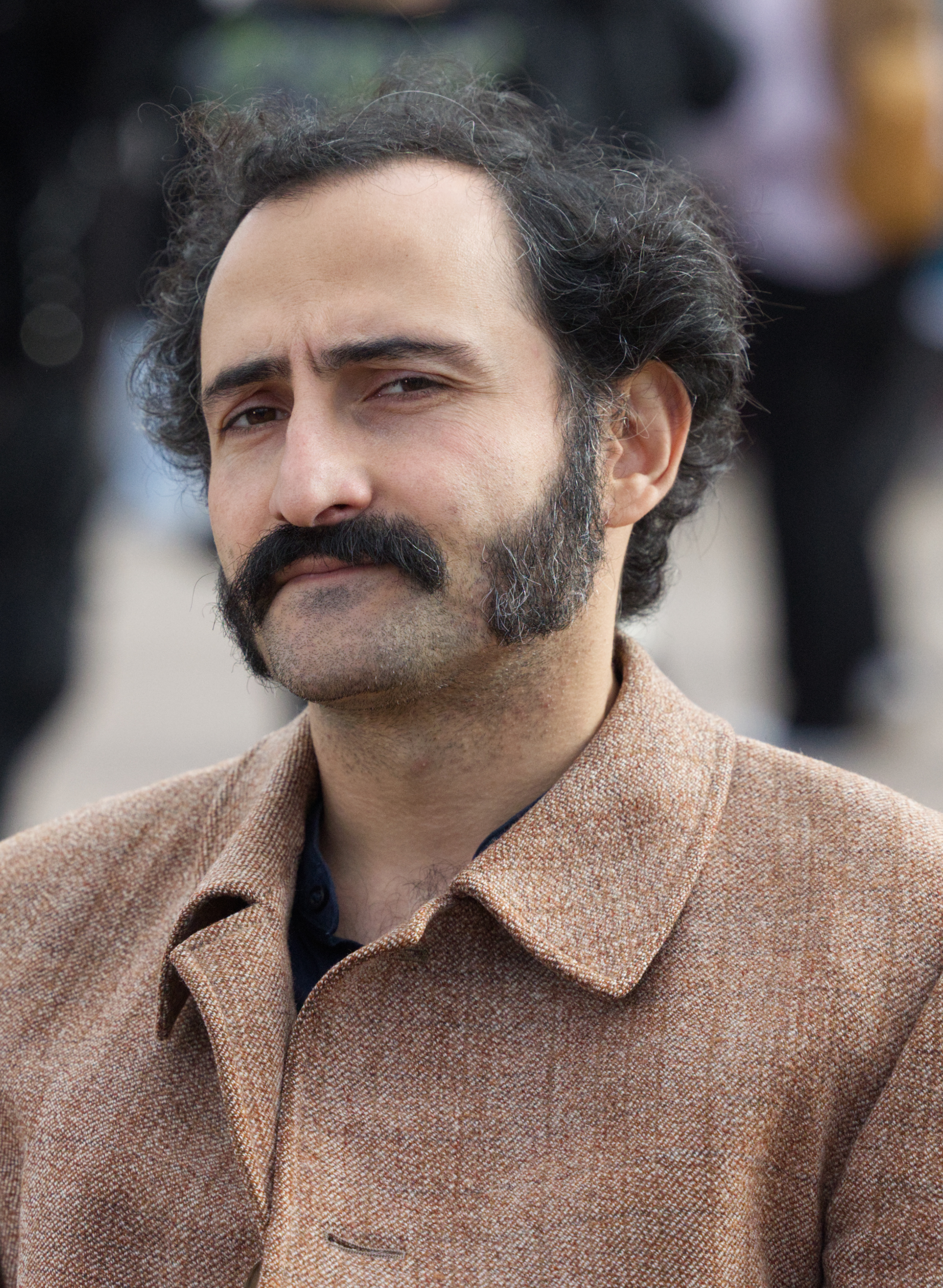
Amir Gudarzi auf der Frankfurter Buchmesse 2023

Amir Gudarzi (persisch امیر گودرزی; * 1986 in Teheran) ist ein iranisch-österreichischer Autor und Dramatiker.

## Leben
Amir Gudarzi wuchs in Teheran auf, besuchte hier die Theaterschule und studierte szenisches Schreiben. In der Zeit der Proteste nach der iranischen Präsidentschaftswahl 2009 emigrierte er nach Österreich und lebt seither in Wien. Im Jahr 2017 erhielt er die österreichische Staatsbürgerschaft. Gudarzi war in Wien auch als Dolmetscher tätig und übersetzte unter anderem im Zuge von Asylverfahren.
Er verfasste zahlreiche Theaterstücke, für die er mit einer Reihe von Auszeichnungen und Stipendien gewürdigt wurde. Im August 2023 legte er seinen ersten Roman Das Ende ist nah vor, in dem er unter anderem seine Erfahrungen von Gewalt im Iran und den Schwierigkeiten als Asylbewerber und Exiliraner in Österreich verarbeitet.
In der Spielzeit 2023/2024 ist Gudarzi Hausautor am Nationaltheater Mannheim. Im Januar 2024 wurde hier sein Drama Als die Götter Menschen waren uraufgeführt. Es spannt einen Bogen über verschiedene Themen der Repression und ist inhaltlich reich an Verweisen auf Schöpfungsmythen und futuristische Szenarien, wie die Rettung der Reichen auf den Mars durch Technikgenies. Unter den Charakteren finden sich eine irakischstämmige Ingenieurin, die mit Umweltverschmutzung konfrontiert wird, und ein Exil-Kurden, der vergeblich versucht, bei Amazon einen Betriebsrat zu gründen. Gudarzis Text wurde für seine Tiefe und kritische Auseinandersetzung mit Themen wie Migration, gesellschaftlicher Ausgrenzung und der Wiederholung der Geschichte als „endlose Verletzung“ gelobt.

## Werke

### Theaterstücke (Auswahl)
- Zwischen uns und denen liegt ..., 2017
- Arash // Heimkehrer, Theater Drachengasse 2018
- The Knowledge Tree, Jerusalem 2018
- Die Burg der Assassinen, Stückemarkt des Berliner Theatertreffens 2019, Uraufführung Theater Aachen 2023
- Geleemann, Werk X Wien 2020
- Who cut the cake, Royal Court Theatre London 2020
- Wonderwomb, Hessisches Landestheater Marburg 2022
- Am Anfang war die Waffe, Werk X Wien 2022
- Quälbarer Leib – ein Körpergesang, Landestheater Detmold 2023/24[2]
- Als die Götter Menschen waren, Nationaltheater Mannheim 2024

### Roman
- Das Ende ist nah, dtv, München 2023, ISBN 978-3-423-29034-0.[6]

## Auszeichnungen (Auswahl)
- 2017: exil-DramatikerInnenpreis der WIENER WORTSTAETTEN für Zwischen uns und denen liegt ...[7]
- 2018–2020: Dramatikerstipendium des österreichischen Bundeskanzleramts[2]
- 2021: Nominierung zum Retzhofer Dramapreis für Wonderwomb[2]
- 2021: Förderungspreis der Stadt Wien[2]
- sowie 2020/2021: Aufenthaltsstipendium des Literarischen Colloquiums Berlin[2]
- 2022: Kleist-Förderpreis für Wonderwomb[2]
- 2022: Spezielle Erwähnung der Jury der Autor:innentheatertage für Wonderwomb[2]
- 2022: Christian-Dietrich-Grabbe-Preis für Quälbarer Leib – ein Körpergesang[8]
- 2024: Hermann-Hesse-Förderpreis[9]